# إرغون بينبي
إرغون بينبي (بالتركية: Ergün Penbe)‏ (مواليد 17 مايو 1972) هو لاعب كرة قدم. يلعب مع منتخب تركيا لكرة القدم. سبق له أن لعب في كأس العالم لكرة القدم مع منتخب بلاده.

## روابط خارجية
- إرغون بينبي على موقع الاتحاد الدولي (مؤرشف)  (الإنجليزية)
- إرغون بينبي على موقع اتحاد تركيا (لاعب) (الإنجليزية)
- إرغون بينبي على موقع اتحاد تركيا (مدرب) (الإنجليزية)
- إرغون بينبي على موقع قاعدة بيانات كرة القدم.إي يو (الإنجليزية)
- إرغون بينبي على موقع ناشيونال فوتبول تيمز (الإنجليزية)
- إرغون بينبي على موقع Soccerway.com (الإنجليزية)
- إرغون بينبي على موقع عالم كرة القدم.نت (الإنجليزية)